# Heterospio catalinensis
Heterospio catalinensis är en ringmaskart som först beskrevs av Hartman 1944.  Heterospio catalinensis ingår i släktet Heterospio och familjen Heterospionidae.
Artens utbredningsområde är Mexikanska golfen. Inga underarter finns listade i Catalogue of Life.